# David Stevenson

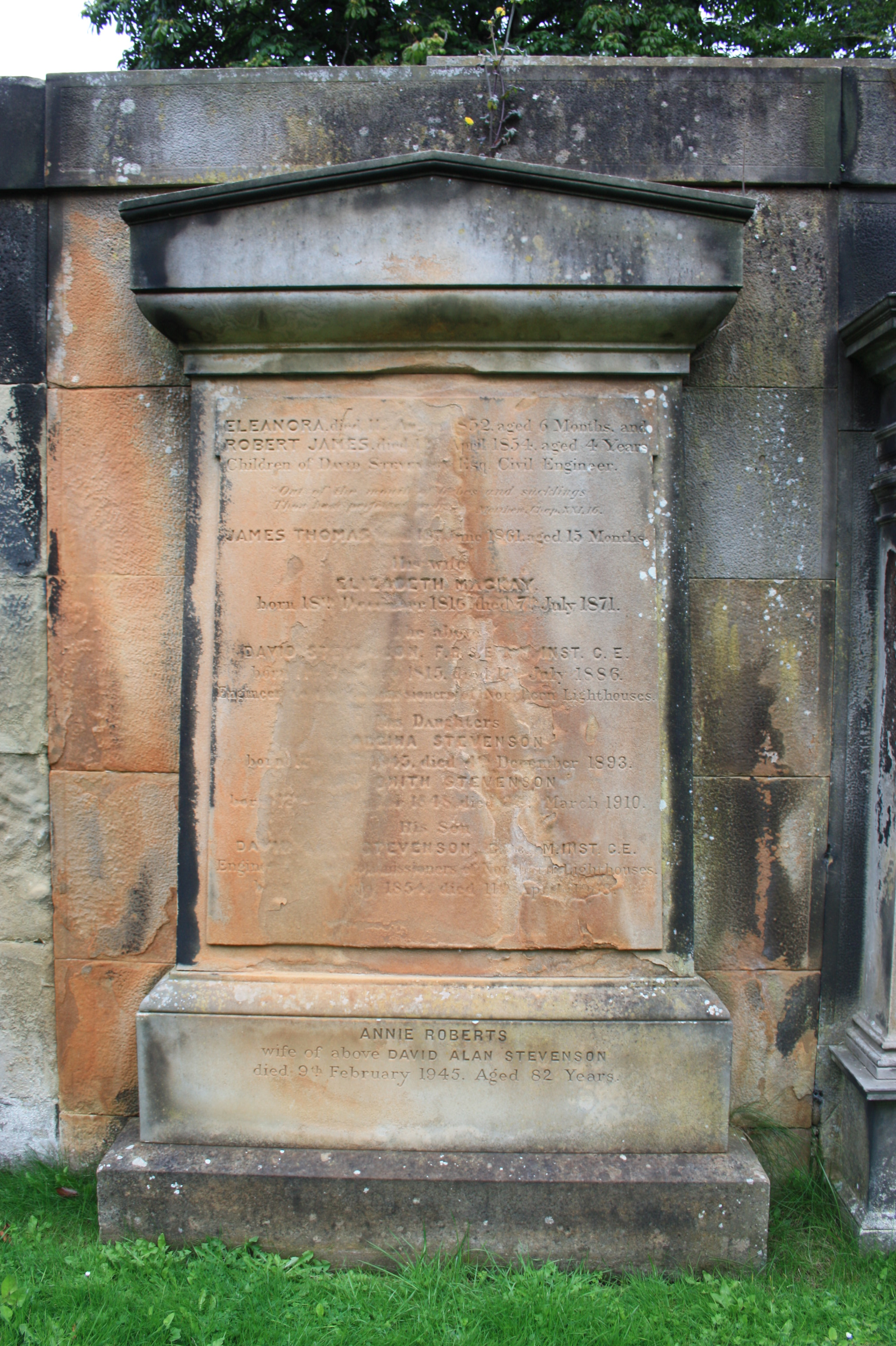
O túmulo da família Stevenson. Cemitério Dean, Edimburgo.

David Stevenson (1815 — 1886) foi um engenheiro civil escocês.

## Família
- Robert Stevenson (1772–1850), engenheiro e construtor de faróis escocês
  - Alan Stevenson (1807–1865), engenheiro e construtor de faróis escocês, filho
  - David Stevenson (1815–1886), engenheiro e construtor de faróis escocês, filho
    - David Alan Stevenson, neto
    - Charles Alexander Stevenson (1855–1950), engenheiro e construtor de faróis escocês, neto
      - Alan Stevenson (1891–1971), engenheiro e construtor de faróis escocês, bisneto

  - Thomas Stevenson (1818–1887), engenheiro e construtor de faróis escocês, filho
    - Robert Louis Stevenson (1850–1894), escritor escocês, neto

## Faróis construídos por David Stevenson
- 1854: Farol Whalsay Skerries
- 1854: Farol Out Skerries
- 1854: Farol Muckle Flugga
- 1854: Farol Davaar
- 1857: Farol Ushenish
- 1857: Farol South Rona
- 1857: Farol Kyleakin
- 1857: Farol Ornsay
- 1857: Farol Sound of Mull
- 1858: Farol Cantick Head
- 1858: Farol Bressay
- 1859: Farol Rhuvaal
- 1860: Farol Corran Point
- 1860: Farol Fladda
- 1861: Farol McArthur’s Head
- 1862: Farol St Abb’s Head
- 1862: Farol Butt of Lewis
- 1862: Farol Holborn Head
- 1862: Farol Monach Islands
- 1865: Farol Skervuile
- 1866: Farol Auskerry
- 1869: Farol Lochindaal
- 1870: Farol Scurdie Ness
- 1870: Farol Stour Head
- 1872: Farol Dubh Artach
- 1873: Farol Turnberry
- 1875: Farol Chicken Rock
- 1877, 1880: Farol Lindisfarne